# 泸定县
泸定县（羅馬化：lcags zam rdzong），位于中国四川省甘孜藏族自治州东南部，大渡河中游，总面积2165平方千米，总人口约8万。

## 地理
- 大渡河由北向南纵贯全境，境内山高坡陡，河谷幽深，是典型的高山峡谷区。河上有泸定桥，即1935年红军长征中“飞夺泸定桥”所在地。
- “蜀山之王”贡嘎山座落于康定、泸定、九龙三县；旅游胜地海螺沟冰川公园即位于泸定县。
- 泸定水力资源丰富，中国华电集团在此建设的大渡江梯级电站之一的泸定水电站，装机容量为80万千瓦，已于2012年6月6日完全竣工。
- 据中国地震台网自动测定，2022年9月5日中午12时52分在泸定县附近（北纬29.61度，东经102.14度）发生黎克特制6.6级左右地震。

## 民族成分
泸定县爲多民族聚居区。根据2004年普查结果，汉族约佔总人口84.86%，藏族佔10.06%，彝族佔4.4%，其餘爲羌、蒙、苗、纳西等13个民族。

## 语言
泸定县通用西南官话雅甘小片泸定话。藏人多使用藏语康巴方言和安多方言。彝人多使用彝语北部方言圣乍土语。羌人多使用羌语贵琼语方言。

## 行政区划
泸定县下辖8个镇、1个乡：
泸桥镇、冷碛镇、兴隆镇、磨西镇、燕子沟镇、得妥镇、烹坝镇、德威镇和岚安乡。

## 交通
- 雅叶高速、 318国道过境。